# باشگاه فوتبال شامبلی
باشگاه فوتبال شامبلی واز (به فرانسوی: Football Club de Chambly Oise) که معمولاً با نام شامبلی شناخته می‌شود، یک باشگاه فوتبال فرانسوی است که در شامبلی در منطقه او-دو-فرانس مستقر است. ورزشگاه خانگی آن‌ها استاد ده ماره در این شهرک است و آن‌ها تا فصل ۲۳–۲۰۲۲ در لیگ ملی ۲ که رده چهارم فوتبال فرانسه است به رقابت می‌پردازند.

## تاریخچه
در ۱۹ آوریل ۲۰۱۹ این باشگاه برای اولین بار در تاریخ خود به لیگ ۲ صعود کرد. با توجه به ترفیع، باشگاه بازی‌های لیگ خود را در فصل ۲۰–۲۰۱۹ لیگ ۲ را در دو محل انجام می‌داد؛ پانزده مسابقه در ورزشگاه پیر بریسون، و چهار مسابقه در ورزشگاه سباستین شارلیتی برگزار شد، در حالی که ورزشگاه مارایس استانداردهای فوتبال لیگ ۲ را برآورده نکرد. ورزشگاه مارایس در حال ارتقاء به استانداردهای لیگ ۲ بود، با ظرفیت پیش‌بینی شده ۳٬۰۰۰ نفر. با این حال ساخت و ساز در دسامبر ۲۰۲۰ به‌طور موقت متوقف شد.
شامبلی پس از تحمل سقوط از لیگ ۲ در سال ۲۰۲۱، با سقوط از لیگ ملی فرانسه در سال ۲۰۲۲ ادامه داد و به لیگ ملی ۲ بازگشت. پیش از فصل ۲۳–۲۰۲۲ فابین والری به‌عنوان سرمربی منصوب شد. این اولین بار بود که شامبلی یک فصل را بدون یکی از اعضای خانواده لوزی در سمت مدیریتی آغاز کرد و برونو لوزی اوایل سال باشگاه را ترک کرد.